# Mārīte Seile
Mārīte Seile, née Stupāne le 26 février 1966 à Preiļi, est une femme politique lettonne. Elle est ministre de l'Éducation entre novembre 2014 et février 2016.

## Biographie

### Vie professionnelle
Elle est diplômée en mathématiques de l'université de Lettonie et a complété son cursus par une formation à l'université de Twente, aux Pays-Bas. Enseignante entre 1992 et 1996, elle a ensuite travaillé pour la fondation Soros. En 1998, elle rejoint le monde des affaires.

### Engagement politique
Le 5 novembre 2014, elle est nommée ministre de l'Éducation et de la Science dans le second gouvernement de coalition de centre-droit de la Première ministre conservatrice Laimdota Straujuma. Sa désignation relève d'un choix du parti Unité, dont elle ne fait pas partie.
Lors de la formation du gouvernement de centre-droit de Māris Kučinskis le 11 février 2016, elle est remplacée par Kārlis Šadurskis.